# Janet Baker
Janet Baker, född 21 augusti 1933 i Hatfield, South Yorkshire, är en brittisk mezzosopran som är speciellt uppskattad för sin Mozart-, Händel-, Gluck- och Monteverdi-repertoar. Av många betraktas hon som den bästa brittiska mezzon under efterkrigstiden. Hon pensionerade sig 1982. Hon har medverkat vid ett utomordentligt stort antal inspelningar för internationella skivbolag, både inom opera- och romansrepertoaren.

## Diskografi (i urval)
- Walton, W., Troilus and Cressida. Royal Opera House, Covent Garden. Cond. Sir John Barbirolli. EMI CMS 5 65550 2 (2 CD).
- Dame Janet Baker. Philips & Decca recordings 1961-1979. Philips 475 161 2. (3 CD).